# Sex Criminals
Sex Criminals è una serie a fumetti realizzata da Chip Zdarsky e Matt Fraction e pubblicata dal 2013 negli Stati Uniti d'America dalla Image Comics. La prima edizione italiana è del 2015 pubblicata dalla BAO.
Sex Criminals ha vinto il premio Eisner Awards come migliore nuova serie nel 2014; è stata nominata come miglior serie a fumetti del 2013 dalla rivista Time.
Il 25 febbraio 2015, l'autore Matt Fraction ha concluso un accordo con la Universal TV per realizzare un adattamento televisivo del fumetto.

## Trama
Suzie, una bibliotecaria, e Jon, un aspirante attore che lavora in banca, si incontrano ad una festa. Dopo aver fatto sesso, scoprono di condividere lo stesso misterioso potere: il loro orgasmo blocca il tempo, congelando tutti gli altri individui in uno stato di immobilità per un certo tempo. Decidono allora di sfruttare questa situazione per rapinare la banca dove lavora Jon e usare il bottino per evitare che la biblioteca di Suzie venga sfrattata dall'edificio in cui si trova. I due ragazzi non hanno però fatto i conti con una cosa: non sono gli unici ad avere questo potere e qualcuno li sta tenendo d'occhio già da qualche tempo.

## Premi e riconoscimenti
- Time ha nominato Sex Criminals come la miglior serie a fumetti del 2013;[3]
- Sex Criminals ha vinto il premio Eisner Awards come migliore nuova serie nel 2014.[4]

## Edizione italiana
In Italia la serie è pubblicata (per il momento parzialmente), dal 2015, dalla casa editrice BAO Publishing in volumi brossurati da libreria corrispondenti alle collected editions americane:
- Sex Criminals Volume Uno: Un Gran Bel Trucchetto (titolo originale Sex Criminals, Vol. 1: One Weird Trick) del 27/03/2015 - contiene Sex Criminals 1-5; ISBN 9788865432945
- Sex Criminals Volume Due: Due Piccioncini, Una Fava (titolo originale Sex Criminals, Vol. 2: Two Worlds One Cop) del 21/08/2015 - contiene Sex Criminals 6-10; ISBN 9788865435113
- Sex Criminals Volume Tre: Giochetto a Tre (titolo originale:Sex Criminals, Vol. 3: Three The Hard Way) del 01/09/2016 - contiene Sex Criminals 11-15; ISBN 978-88-6543-757-5
- Sex Criminals Volume Quattro: ... E il Quarto Vien da Sé (titolo originale: Sex Criminals, Vol. 4: Fourgy!) del 08/03/2018 - contiene Sex Criminals 16-20; ISBN 978-88-6543-911-1